# 15378 Артін
15378 А́ртін (15378 Artin) — астероїд головного поясу, відкритий 7 серпня 1997 року.
Тіссеранів параметр щодо Юпітера — 3,420.